# Tjörnpartiet
Tjörnpartiet (TP eller TJÖP) är ett lokalt politiskt parti i Tjörns kommun. Partiet har sedan 2014 funnits representerade i kommunfullmäktige. Sedan valet 2022 är de stödparti tillsammans med Sverigedemokraterna till styret bestående av Moderaterna, Liberalerna och Centerpartiet. Några av partiets viktigaste frågor är att bevara de kulturella värdena vid Bohusläns kust, småskaliga skolor och att motverka korruption.

## Valresultat
| År   | Röster | %     | Mandat  |
| ---- | ------ | ----- | ------- |
| 2014 | 646    | 6,13  | 3 av 41 |
| 2018 | 1 366  | 12,26 | 5 av 41 |
| 2022 | 1 354  | 12,14 | 5 av 41 |